# Березники (Куп'янський район)
Березники́ — село в Україні, у Вільхуватській сільській громаді Куп'янського району Харківської області. Населення становить 66 осіб. До 2020 орган місцевого самоврядування — Рубленська сільська рада.

## Географія
Село Березники знаходиться на початку балки Судариків Яр, на відстані 1 км від сіл Рублене і Озерне, за 2 км від кордону з Росією.

## Історія
12 червня 2020 року, відповідно до розпорядження Кабінету Міністрів України  № 725-р «Про визначення адміністративних центрів та затвердження територій територіальних громад Харківської області», увійшло до складу Вільхуватської сільської громади.
19 липня 2020 року, в результаті адміністративно-територіальної реформи та ліквідації Великобурлуцького району, село увійшло до складу Куп'янського району Харківської області.